# Droga wojewódzka nr 700
Droga wojewódzka nr 700 (DW700) – droga wojewódzka w centralnej  Polsce w województwie mazowieckim przebiegająca przez teren powiatu warszawskiego zachodniego. Droga ma długość 5 km. Łączy Święcice koło Błonia z miejscowością Rokitno.

## Przebieg drogi
Droga rozpoczyna się w Święcicach, gdzie odchodzi od drogi krajowej nr 92 (dawniej nr 2). Następnie kieruje się w stronę południową i po 5 km dociera do miejscowości Rokitno, gdzie dołącza się do drogi wojewódzkiej nr 720. 

## Miejscowości leżące przy trasie DW700
- Święcice
- Płochocin
- Józefów
- Rokitno